# Upplands runinskrifter 580
Upplands runinskrifter 580 är tre vikingatida runstensfragment av rödgrå granit i Hårdnacka by, Estuna socken och Norrtälje kommun. Fragmenten hittades under 1940-talet i "Sjöstugans" stenmur, men ligger nu under trappan vid ingången. Storleken på fragmenten är 0,56 gånger 0,24 meter (fragment A), 0,42 gånger 0,39 meter (fragment B) och 0,68 gånger 0,68 meter (fragment C).

## Inskriften
Translitterering av runraden:
... raistu : stain : þina : aiftiʀ : suain : sun : s...
Normalisering till runsvenska:
... ræistu stæin þenna æftiʀ Svæin, sun s[inn].
Översättning till nusvenska:
...reste denna sten efter Sven, sin son.